# Biagio Rossetti
Biagio Rossetti, italijanski vojaški inženir, arhitekt in urbanist, * 1447, † 1516.

## Življenjepis
Lik Biagia Rossettija je predmet poglobljenih študij o njegovem usposabljanju in o kulturnih kontekstih, ki so vplivali na njegov navdih.
Noben projekt ali risba, ki bi mu bila pripisana, ni znana, vendar nas arhivski dokazi, ki so zaradi razkosanja vojvodskega arhiva pogosto fragmentarni, obveščajo o njegovi prisotnosti na številnih gradbiščih, predvsem v glavnem mestu vojvodine Ferrare.
V zgodnjih dvajsetih letih je bil član ceha muradorjev, v naslednjih desetletjih je bil sodni mož in je v kontekstu Este predstavljal lik renesančnega arhitekta-gradbenega mojstra, kot ga je v Firencah predstavljal Brunelleschi. Hkrati je bil aktiven na več gradbiščih s krogom rokodelcev in sodelavcev, med njimi Alessandro Biondo in Bartolomeo Tristano.
Biagio Rossetti pozna formalne inovacije toskansko-emilijske arhitekture, ki jih posreduje beneška kultura in jih na novo razdela glede na osebno figuro, globoko zakoreninjeno v lokalni arhitekturni tradiciji: rosetska arhitektura Ferrare trdno ohranja značilnosti arhitekture Padana, vendar je reinterpretirana v skladu z jezikom novih renesančnih modelov in postavljena v povsem inovativen dimenzijski odnos z urbanim kontekstom. Za transformacije v urbanem merilu, ki jih koordinira Rossetti, je značilna izjemna sodobnost, ki je vedno sposobna dialoga s predhodno obstoječo urbano morfologijo.
Kritično bogastvo Biagia Rossettija je imelo mednarodni odmev, čeprav je njegova produkcija omejena samo na Ferraro, z občasnimi izjemami. Na podlagi Venturijevih predvidevanj iz poznega 19. stoletja je kritični prispevek Bruna Zevija z vrednostno sodbo, izraženo o delu Biagia Rossettija in o širitvi mesta, ki ga sestavlja Addizione Erculea, sprožil vrsto razmišljanj, ki so prinesla mesto Ferrara za eno najpomembnejših epizod v zgodovini renesančnega mesta; O tem so pisali tudi Aby Warburg, Werner Gundersheimer , Thomas Tuohy  in Charles Rosenberg.
Priznanje Ferrare kot Unescovega mesta svetovne dediščine renesanse leta 1995 je dokaz, koliko je Rossettijeva produkcija prispevala k izgradnji arhitekturne in urbanistične kulture mednarodnega pomena v Ferrari.

## Delo
Lik Rossettija je dokumentiran v vojvodskih gradbiščih od šestdesetih let 15. stoletja kot pomoč Pietra Benvenutija (Ferrara, dok. 1448 - 1483), ki ga je Borso d'Este (markiz), poznejši vojvoda Ferrare, Modene in Reggia od 1450 do 1471) leta 1469 imenoval vojvodski "inzegnero". Leta 1483, ob smrti mojstra, ga je Ercole I. d'Este (vojvoda Ferrare, Modene in Reggia od 1471 do 1505) imenoval za vojvodskega inženirja, položaj, ki ga je imel tudi v času vojvode Alfonsa I. (vojvoda Ferrare, Modena in Reggio od 1505 do 1534) in do leta njegove smrti. V 1470-ih in 1480-ih letih je Rossettijeva dejavnost dokumentirana na različnih gradbiščih v Ferrari: gradbišču zvonika San Giorgio, apside San Nicolò, srednjeveškega mestnega obzidja. Dokumentiran je za arhitekturna dela v Rovigu, Argenti in Benetkah, kamor bo šel večkrat v 1480-ih]. 1490-ta zaznamuje nenehna gradbena dejavnost, zaradi katere je arhitekt vključen v številna gradbišča v mestu. Od avgusta 1492 je bil vključen v projekt razširitve mesta na sever, znan kot Addizione Erculea. Odločitev Ercola I., da izvede to izredno urbano operacijo, izhaja iz političnih in gospodarskih razlogov, predvsem pa iz vojaških razlogov, da bi zgradil obrambno črto dlje od naseljenega središča. Ti razlogi usmerjajo načrtovalske izbire v inovativnem smislu: v skladu s tradicionalno logiko urbane ekspanzije, ki temelji na večsmerni širitvi za priključitev že zgrajenih vasi, je prednostna nova dopolnitev, ki temelji na vključitvi popolnoma novega območja onkraj severne meje. Za transformacije v urbanem merilu, ki jih koordinira Rossetti, je značilna izjemna sodobnost, ki je vedno sposobna dialoga s predhodno obstoječo urbano morfologijo: Terranova je zasnovana v skladu z novim cestnim omrežjem, ki ga ustvarjata dve glavni poti, via degli Angeli in Via dei Prions. Cestno omrežje povezave Ercolovega prizidka s srednjeveškim mestom se ne vsiljuje z geometrijsko togostjo, ki bi se slabo povezovala z obstoječimi postavitvami slednjega, temveč se jim prilagaja. Ob novih poteh so bile v letih med 15. in 16. stoletjem zgrajene nekatere najbolj reprezentativne arhitekture ferrarske arhitekturne kulture: trg Piazza Ariostea, Diamantna palača, palača Prosperi-Sacrati, Turchi di Bagno, Strozzi-Bevilacqua, Rondinelli in vse plemiške rezidence ob Via degli Angeli. Poleg del za novo mestno obzidje Rossetti dela na najpomembnejših lokacijah verske arhitekture v Ferrari: cerkvah Santa Maria in Vado, San Francesco, San Benedetto, San Vito, San Gabriele, San Silvestro, San Niccolò, Certosa di San Cristoforo in apsida stolnice. V začetku 16. stoletja je njegova prisotnost dokumentirana na nekaterih stanovanjskih gradbiščih, kot je Palazzo Costabili (znana tudi kot palača Ludovica il Mora), katere gradnjo je naročil Rossettiju skupaj s kamnosekom Gabrielejem Frisonijem, palača Giulio d' Este in Palazzo Roverella. Več nalog, zaupanih arhitektu zunaj mesta: Carpi, Milano in Firence [23].
S smrtjo Ercola I. leta 1505, ki ga je nasledil njegov sin Alfonso I. (vojvoda Ferrare, Modene in Reggia od 1505 do 1534), je vzporedno z dejavnostjo v službi vojvode Rossetti začel delati tudi za Ippolita d' Este (kardinal od 1493 do 1520), brata Alfonsa I. in še naprej dela na projektu razširitve obzidja.
Biagio Rossetti je umrl v Ferrari 16. septembra 1516. Njemu posvečen epitaf, objavljen v cerkvi Sant'Andrea v Ferrari, se glasi: D.O.M. / Biaxius Rossettus / languentis architecturae filii / hoc monumentum / in domino quiescens / posteros expectat / 1516.